# Mistrzostwa Czech w Lekkoatletyce 2018
49. Mistrzostwa Czech w Lekkoatletyce – zawody lekkoatletyczne, które odbyły się 28 i 29 lipca 2018 na stadionie Sletiště w Kladnie.

## Rezultaty

### Mężczyźni
| Konkurencja:                  | Złoto                                                                      | Wynik    | Srebro                                                                 | Wynik    | Brąz                                                                                 | Wynik    |
| Bieg na 100 m                 | Zdeněk Stromšík                                                            | 10,43    | Jan Veleba                                                             | 10,55    | David Kolář                                                                          | 10,57    |
| Bieg na 200 m                 | Jan Jirka                                                                  | 20,75    | David Kolář                                                            | 21,02    | Jiří Kubeš                                                                           | 21,26    |
| Bieg na 400 m                 | Pavel Maslák                                                               | 46,09    | Patrik Šorm                                                            | 46,64    | Michal Desenský                                                                      | 46,69    |
| Bieg na 800 m                 | Lukáš Hodboď                                                               | 1:47,36  | Jan Kubista                                                            | 1:48,74  | Lukáš Symerský                                                                       | 1:48,42  |
| Bieg na 1500 m                | Jan Friš                                                                   | 3:55,06  | Jan Sýkora                                                             | 3:55,32  | Daniel Kotyza                                                                        | 3:55,33  |
| Bieg na 5000 m                | Jakub Zemaník                                                              | 14:29,69 | Jakub Holuša                                                           | 14:44,45 | Dominik Sádlo                                                                        | 14:52,28 |
| Bieg na 10 000 m              | Lukáš Olejníček                                                            | 31:30,26 | David Kákona                                                           | 31:54,89 | Kamil Krunka                                                                         | 31:57,65 |
| Bieg uliczny na 10 km         | Jiří Homoláč                                                               | 30:00    | Vít Pavlišta                                                           | 30:27    | Viktor Šinágl                                                                        | 31:06    |
| Bieg przełajowy (krótki)      | Jan Friš                                                                   | 12:06    | David Kučera                                                           | 12:13    | Tomáš Jaša                                                                           | 12:21    |
| Bieg przełajowy (długi)       | Jiří Homoláč                                                               | 30:46    | Jan Janů                                                               | 31:30    | Vojtěch Král                                                                         | 31:43    |
| Bieg górski                   | Marek Chrascina                                                            | 41:59    | Jan Janů                                                               | 42:41    | Dominik Sádlo                                                                        | 42:51    |
| Półmaraton                    | Jiří Homoláč                                                               | 1:06:15  | Petr Pechek                                                            | 1:08:38  | Kamil Krunka                                                                         | 1:09:33  |
| Maraton                       | Jiří Homoláč                                                               | 2:20:09  | Vít Pavlišta                                                           | 2:20:30  | Petr Pechek                                                                          | 2:22:25  |
| Bieg na 110 m przez płotki    | David Sklenář                                                              | 14,20    | David Ryba                                                             | 14,22    | Jiří Kubeš                                                                           | 14,33    |
| Bieg na 400 m przez płotki    | Michal Brož                                                                | 50,16    | Martin Tuček                                                           | 50,50    | Jan Tesař                                                                            | 50,54    |
| Bieg na 3000 m z przeszkodami | Jáchym Kovář                                                               | 9:01,97  | Lukáš Olejníček                                                        | 9:06,75  | Jan Janů                                                                             | 9:10,05  |
| Sztafeta 4 × 100 m            | Sokol Kolín-atletika Marek Řehák Dominik Holub Stanislav Jíra Štěpán Hampl | 41,43    | Slavia Praha Adam Grabmüller Michal Tlustý Jakub Svoboda Jan Chlopčík  | 41,55    | Athletic Club Ústí n/L. Jaroslav Žouželka Pavel Benda Vojtěch Netymach Marcel Kadlec | 42,46    |
| Sztafeta 4 × 400 m            | Slavia Praha Jan Šnajdr Michal Tlustý Jan Chlopčík Filip Šnejdr            | 3:13,05  | Sokol Hradec Králové David Ryba Kryštof Hübner Lukáš Hodboď Vít Müller | 3:15,68  | AK ŠKODA Plzeň Daniel Maruštík Lukáš Větrovský Jakub Rež Jiří Kubeš                  | 3:16,22  |
| Chód na 20 km                 | Lukáš Gdula                                                                | 1:31:04  | Vít Hlaváč                                                             | 1:32:40  | Tomáš Hlavenka                                                                       | 1:36:19  |
| Skok wzwyż                    | Jaroslav Bába                                                              | 2,14     | Matyáš Dalecký                                                         | 2,10     | Matěj Klukan                                                                         | 2,10     |
| Skok o tyczce                 | Jan Kudlička                                                               | 5,50     | Dan Bárta                                                              | 5,21     | Matěj Ščerba                                                                         | 5,06     |
| Skok w dal                    | Radek Juška                                                                | 7,92     | David Holý                                                             | 7,19     | Jan Doležal                                                                          | 7,19     |
| Trójskok                      | Jiří Vondráček                                                             | 15,49    | Jiří Zeman                                                             | 15,46 w  | Zdeněk Kubát                                                                         | 15,37    |
| Pchnięcie kulą                | Tomáš Staněk                                                               | 21,52    | Martin Novák                                                           | 18,74    | Filip Litavský                                                                       | 16,22    |
| Rzut dyskiem                  | Tomáš Voňavka                                                              | 57,87    | Jan Marcell                                                            | 57,08    | Jakub Forejt                                                                         | 53,94    |
| Rzut młotem                   | Miroslav Pavlíček                                                          | 69,18    | Michal Fiala                                                           | 66,60    | Lukáš Melich                                                                         | 63,83    |
| Rzut oszczepem                | Petr Frydrych                                                              | 83,85    | Jaroslav Jílek                                                         | 78,09    | Štěpán Mikoška                                                                       | 71,69    |
| Dziesięciobój                 | Jan Doležal                                                                | 8033     | Marek Lukáš                                                            | 7814     | Tomáš Pulíček                                                                        | 7114     |

### Kobiety
| Konkurencja:                  | Złoto                                                                        | Wynik    | Srebro                                                                                 | Wynik    | Brąz                                                                                  | Wynik    |
| Bieg na 100 m                 | Klára Seidlová                                                               | 11,64    | Marcela Pírková                                                                        | 11,86    | Lucie Domská                                                                          | 12,00    |
| Bieg na 200 m                 | Jana Slaninová                                                               | 23,72    | Barbora Dvořáková                                                                      | 24,26    | Nicoleta Turnerová                                                                    | 24,50    |
| Bieg na 400 m                 | Alena Symerská                                                               | 53,02    | Zdeňka Seidlová                                                                        | 53,08    | Lada Vondrová                                                                         | 53,72    |
| Bieg na 800 m                 | Simona Vrzalová                                                              | 2:10,64  | Diana Mezuliáníková                                                                    | 2:10,65  | Kristiina Mäki                                                                        | 2:12,27  |
| Bieg na 1500 m                | Lucie Sekanová                                                               | 4:21,54  | Renata Vocásková                                                                       | 4:31,64  | Karolína Sasynová                                                                     | 4:32,62  |
| Bieg na 5000 m                | Kristiina Mäki                                                               | 16:34,69 | Moira Stewartová                                                                       | 16:40,09 | Barbora Jíšová                                                                        | 16:52,41 |
| Bieg na 10 000 m              | Moira Stewartová                                                             | 35:52,37 | Barbora Jíšová                                                                         | 36:28,30 | Adéla Stránská                                                                        | 37:41,24 |
| Bieg uliczny na 10 km         | Kristýna Dvořáková                                                           | 34:46    | Adéla Stránská                                                                         | 35:33    | Barbora Jíšová                                                                        | 36:18    |
| Bieg przełajowy               | Moira Stewartová                                                             | 28:23    | Kristýna Dvořáková                                                                     | 28:26    | Aneta Chlebiková                                                                      | 28:39    |
| Bieg górski                   | Kristýna Dvořáková                                                           | 48:08    | Monika Hloušková                                                                       | 51:18    | Pavla Schorná                                                                         | 53:17    |
| Półmaraton                    | Petra Kamínková                                                              | 1:21:01  | Ivana Sekyrová                                                                         | 1:21:06  | Daniela Havránková                                                                    | 1:23:00  |
| Maraton                       | Petra Pastorová                                                              | 2:48:40  | Marcela Joglová                                                                        | 2:49:17  | Ivana Sekyrová                                                                        | 2:49:51  |
| Bieg na 100 m przez płotki    | Lucie Koudelová                                                              | 13,75    | Nikoleta Jíchová                                                                       | 13,76    | Helena Jiranová                                                                       | 13,76    |
| Bieg na 400 m przez płotki    | Zuzana Hejnová                                                               | 56,08    | Martina Hofmanová                                                                      | 58,67    | Kateřina Ulrichová                                                                    | 58,93    |
| Bieg na 3000 m z przeszkodami | Eva Krchová                                                                  | 10:11,69 | Barbora Jíšová                                                                         | 10:32,94 | Tereza Hrochová                                                                       | 10:46,92 |
| Sztafeta 4 × 100 m            | USK Praha Lucie Domská Marcela Pírková Martina Hofmanová Helena Jiranová     | 45,44    | Spartak Praha 4 Nikola Rabiňáková Zuzana Kubicová Ema Kaletová Daniela Kotková         | 48,82    | Kotlářka Praha Lenka Káclová Tereza Edlová Simona Hanzlíková Barbora Votinská         | 56,13    |
| Sztafeta 4 × 400 m            | USK Praha Michaela Bičianová Kateřina Chrpová Anna Šimková Martina Hofmanová | 3:45,48  | Olymp Praha Petra Muzikantová Dominika Krupařová Nikola Řehounková Diana Mezuliáníková | 3:47,13  | Dukla Praha Alžběta Kratochvílová Renata Vocásková Karolína Jirmanová Zdeňka Seidlová | 3:48,87  |
| Chód na 20 km                 | Anežka Drahotová                                                             | 1:32:22  | Lenka Borovičková                                                                      | 1:59:57  | Naděžda Dušková                                                                       | 2:03:26  |
| Skok wzwyż                    | Michaela Hrubá                                                               | 1,88     | Lada Pejchalová                                                                        | 1,82     | Kateřina Cachová Nikola Strachová                                                     | 1,77     |
| Skok o tyczce                 | Amálie Švábíková                                                             | 4,25     | Zuzana Pražáková                                                                       | 4,01     | Aneta Morysková                                                                       | 4,01     |
| Skok w dal                    | Adéla Záhorová                                                               | 6,29     | Michaela Kučerová                                                                      | 6,09     | Kateřina Cachová                                                                      | 6,01     |
| Trójskok                      | Lucie Májková                                                                | 12,93    | Šárka Buranská                                                                         | 12,75    | Karolína Černá                                                                        | 12,64    |
| Pchnięcie kulą                | Markéta Červenková                                                           | 16,39    | Jana Kárníková                                                                         | 15,09    | Petra Klementová                                                                      | 14,82    |
| Rzut dyskiem                  | Eliška Staňková                                                              | 56,76    | Barbora Tichá                                                                          | 47,99    | Natálie Veselá                                                                        | 46,38    |
| Rzut młotem                   | Kateřina Šafránková                                                          | 66,98    | Tereza Králová                                                                         | 64,64    | Kateřina Chlupová                                                                     | 63,81    |
| Rzut oszczepem                | Nikola Ogrodníková                                                           | 62,24    | Irena Šedivá                                                                           | 57,30    | Jarmila Jurkovičová                                                                   | 51,98    |
| Siedmiobój                    | Barbora Zatloukalová                                                         | 5557     | Kateřina Dvořáková                                                                     | 5538     | Anna Kerbachová                                                                       | 5407     |